# Mahoney Lake
Der Mahoney Lake ist ein meromiktischer Salzsee in der Nähe von Okanagan Falls in British Columbia (Kanada).

## Lage
Die Seeoberfläche ist 18 ha groß. Er wurde 1972 als ökologischer Speicher geschaffen, um einen südlichen Inlands-Salzsee mit seinen einzigartigen limnologischen Merkmalen zu erhalten. Er hat eine einzigartige Schichtung, bei der die tiefsten Bereiche sehr salzreich sind und Schwefelwasserstoff (H2S) enthalten, welches das Wachstum von Schwefelbakterien in den darüber liegenden Schichten ermöglicht, wo die Bakterien ausreichend Licht zum Wachstum haben. Die obere Schicht des Sees besteht aus einer Mischung mit Süßwasser. Der Mahoney Lake ist alkalisch (pH-Wert zwischen 7,5 und 9,0), da er weder Zu- noch Abfluss hat. Der See enthält auch sehr wenig Sauerstoff.

## Ökologie
Während über mikrobielle Gemeinschaften in sonnenbeschienenen Bereichen derartiger Systeme viel bekannt ist, wurden die Zusammensetzung und die Organismen, die in dunklen Tiefen leben, bisher wenig untersucht. In einer 2016 veröffentlichten Studie wurden Proben aus der Tiefenzone des Sees (Hypolimnion) und den Sedimenten mit Hilfe der Metagenomik untersucht. Es konnte gezeigt werden, dass dort verschiedene Organismen zur Sulfatreduktion beitragen. Insbesondere beherbergen die Sedimente andere Populationen sulfatreduzierender Bakterien als die Grenzschicht (Chemokline) zwischen sauerstoffhaltiger oberer und sauerstofffreier unterer Zone. Die Ergebnisse zeigten, dass es sowohl Deltaproteobakterien aus der Verwandtschaft der Gattungen Dissulfuribacter und Syntrophus gibt, als auch Bakterien, die den Gattungen Alkaliphilus und Dethiobacter (beide Vertreter der Clostridia) nahestehen. Im Sediment fanden sich Hinweise auf eine neue Bakteriengattung aus der FCB-Gruppe, die Aegiribacteria genannt wurde (vorläufiger Artname MLS_C für Mahoney Lake Sediment C).